# Vanilla Ice
Robert Matthew Van Winkle (Dallas, Texas; 31 de octubre de 1967), conocido por su nombre artístico Vanilla Ice, es un cantante de rap, bailarín y actor estadounidense, principalmente conocido por la canción «Ice Ice Baby». Ha vendido más de 20 millones de discos a nivel mundial.

## Historia

### Primera etapa
Tuvo como representante a Jay King, gracias a quien logró lanzar su primer álbum Hooked (1989). Vendió alrededor de 48 000 copias, convirtiéndose en una rareza y en objeto de colección por sus seguidores.

### Consolidación
Su siguiente álbum, To the Extreme (1990), contenía casi las mismas canciones de Hooked. Este álbum contenía el sencillo «Ice Ice Baby», un rap acerca de sus habilidades como MC, la vida de Miami y un tiroteo en la A1A/Beachfront Avedisco. Más tarde publicó Extremely Live (1991), grabación de una presentación en concierto que vendió 500 000 copias, incluyendo una versión rap del tema «Satisfaction» de los Rolling Stones. Ese mismo año participó en la película Las Tortugas Ninja II, formando parte de la banda sonora con la canción «Ninja Rap», y protagonizó la película Cool as Ice, donde interpreta a Johnny.
En 1992 Madonna publicó su polémico libro erótico Sex, donde Vanilla Ice participó como modelo. En una de las imágenes, Madonna muerde un piercing que Vanilla lleva en un pezón.
Pasada esta época, comenzó un descenso en su popularidad causado por múltiples factores, como el final del sonido new jack swing, la entrada del grunge y el hecho de que su actitud era considerada un poco falsa. Reapareció sin éxito con Mind Blowin (1994), en el que cambia un tanto su estilo de letras y música.
En 1997 se casó con Laura Giarritta, con quien tiene dos hijos: Dusti Rain (1998) y KeeLee Breeze (2000). En 1998 grabó Hard to Swallow, donde mezcla el hip-hop con el heavy metal, que incluye una nueva versión de «Ice Ice Baby» llamada «Too Cold». Durante una presentación promocional en Alabama lanzó copias del sencillo al público, que respondió lanzándoselas de regreso.
En 1999 debía aparecer en un especial de MTV donde algunos invitados criticaban y ridiculizaban diversos vídeos. Uno de ellos sería «Ice Ice Baby». Luego Vanilla Ice aparecería en el show para destruir un sencillo suyo con un bate de béisbol. Vanilla Ice pensó que su vídeo fue un verdadero hit y que realmente le gustaba mucho, por lo que destruyó el set como símbolo de que lo que verdaderamente debe desaparecer es la crítica destructiva que recibía.
En 2001 lanzó el álbum Bipolar, continuando con la línea metalera, y en 2003 salió al mercado la recopilación Hot Sex. El más reciente álbum de estudio es Platinum Underground (mezcla de rap, nu-metal y hip hop), que no ha tenido gran éxito. 
En 2012 participó en la película That's My Boy ("Desmadre de padre" en España), protagonizada por Adam Sandler, y en 2015 apareció como personaje secundario en el filme Ridículos 6.
La canción «Ice Ice Baby» (1990) fue denunciada por plagio de la famosa canción de Queen y David Bowie «Under Pressure», y aunque en un principio Vanilla se negó a reconocerlo, pronto no tuvo más remedio que llegar a un acuerdo extrajudicial para no ir a juicio, debido a lo evidente del caso.
No logró repetir el gran éxito obtenido con «Ice Ice Baby» e intentó finalmente obtener mejor suerte presentando un programa en televisión.
En febrero de 2015 fue acusado de haber robado varios artículos entre diciembre y febrero de una propiedad abandonada que estaba junto a una residencia que él se encontraba renovando. Entre los objetos que le encontraron a Van Winkle estaban un calentador de agua de piscina y algunos muebles. Los bienes fueron restituidos por la policía a su legítimo dueño. Después de un día bajo custodia, Vanilla Ice fue puesto en libertad y dijo ante las cámaras de televisión que cubrieron el incidente que todo había sido un malentendido y que su caso tomó proporciones ridículas. «Es triste que las buenas noticias no corran tan rápido», agregó.

## Discografía
Álbumes
- Hooked (1988)
- To the Extreme (1990)
- Extremely Live (1991)
- Cool as ice (1992)
- Mind Blowin (1993)
- Hard to Swallow (1997)
- The Best of Vanilla Ice (1999) (disco de platino)
- Bi-Polar (2001)
- The Best of Vanilla Ice (2001)
- Hot Sex (2003)
- Platinum Underground (2005)
- The Best of Vanilla Ice (2006)
- Invoking Crazy Horse - Ice Vanilla Remixes (2006) (LP en vinilo; edición limitada para coleccionistas)
- Vanilla Ice is Back (2008)
- W.T.F. (Wisdom, Tenacity and Focus) (2010)

## Filmografía
- Tortugas Ninja II: El secreto del Ooze (1991)
- Cool as Ice (1991) (presentada en España como "Frío como el hielo")
- The New Guy (2002) (presentada en España como "Los feos también mojan")
- That's My Boy (2012) (presentada en España como "Desmadre de padre" y en Latinoamérica como "Ese es mi hijo")
- Ridículos 6 (2015) (Netflix) Común
- La otra Missy (2020) (Netflix)

## En la cultura popular
- En la parte 3 del manga y anime JoJo's Bizarre Adventure: Stardust Crusaders, el antagonista secundario quien enfrenta a Jean Pierre Polnareff y quien acaba matando a Muhammad Avdol y a Iggy es llamado por el mismo nombre del rapero, Vanilla Ice.